# Maxim Geller
Maxim Geller –en hebreo, מקס גלר– (nacido el 20 de abril de 1971) es un deportista israelí que compitió en lucha libre. Ganó una medalla de plata en el Campeonato Europeo de Lucha de 1991, en la categoría de 68 kg.

## Palmarés internacional
| Campeonato Europeo | Campeonato Europeo   | Campeonato Europeo | Campeonato Europeo |
| Año                | Lugar                | Medalla            | Categoría          |
| ------------------ | -------------------- | ------------------ | ------------------ |
| 1991               | Stuttgart (Alemania) | Medalla de plata   | 68 kg              |